# 若與母親同住
《我的長崎母親》為2015年上映的日本電影。本片來自於日本小說井上廈晚年的構想，他希望將廣島原爆、長崎原爆、沖繩為背景的作品搬上大銀幕，將之稱為「戰後生命三部曲」，也是松竹電影公司的120週年紀念電影。而以廣島為題的《若與父親同住》和沖繩的《樹上的軍隊》皆已拍成電影，唯以長崎原爆為題材的電影尚未翻拍。
當山田洋次聽到《我的長崎母親》這個題材後，決定要將這個故事搬上大銀幕。
二宮和也以《我的長崎母親》初嚐日本奧斯卡影帝的喜悅。
2016年9月6日，《我的長崎母親》獲選代表日本競逐奧斯卡最佳外語片。

## 劇情概要
1945年美軍在長崎投下原子彈，日本因此宣布無條件投降，第二次世界大戰也引此結束。助產士伸子（吉永小百合飾演）在這次戰爭中失去了丈夫及大兒子，之後又因為長崎原爆失去了小兒子浩二（二宮和也飾演）。戰後一直獨居的她，工作以外的生活起居幾乎由浩二的未婚妻町子（黑木華飾演）一手包辦。某日已不在人世的小兒子突然出現在伸子面前，母子倆開始以奇特的方式共同生活著。伸子對於兒子浩二的出現固然感到欣慰，但也意識到兒子已不在人世，即使未婚妻町子表態要將對浩二的思念放在心中，永遠守護著伸子，但為了町子自身的最終歸宿，伸子必須選擇放手，讓町子尋找自己的幸福…

## 演員表
- 福原伸子 - 吉永小百合
- 福原浩二 - 二宮和也
- 佐多町子 - 黑木華
- 「上海爺爺」 - 加藤健一
- 黑田 - 淺野忠信
- 富江 - 廣岡由里子
- 民子 - 本田望結
- 復員局職員 - 小林稔侍
- 老先生 - 辻萬長
- 川上教授 - 橋爪功

### 製作團隊
- 導演 - 山田洋次
- 劇本 - 山田洋次／平松惠美子
- 企劃 - 井上麻矢
- 製作人 - 榎望
- 攝影 - 近森眞史
- 美術 - 出川三男
- 音樂 - 坂本龍一[3]
- 成音 - 岸田和美
- 照明 - 渡邊孝一
- 編審 - 石井巌
- 贊助 - 軟體銀行、日本郵政
- 特別協助 - JR東日本、久光製藥、Next group
- 宣傳協助 - 夏普
- 推薦 - 日本天主教中央協議會
- 題字 - 100%ORANGE
- 製作、發行 - 松竹
- 製作單位 - 松竹攝影所東京攝影棚
- 製作協助 - 松竹影像中心
- 製作 - 「我的長崎母親」製作委員會（松竹、住友商事、朝日電視台、木下集團、博報堂DY媒體夥伴公司、松竹廣播、J Storm、讀賣新聞集團本社、博報堂、朝日放送、日本出版販賣、GYAO!、名古屋電視台、小松劇團、長崎新聞社、長崎文化放送、講談社、九州朝日放送、北海道電視台）

## 獎項
- 第89屆電影旬報十佳獎　日本電影十佳第9位
- 第89屆電影旬報十佳獎最佳男主角：二宮和也
- 第89屆電影旬報十佳獎最佳女配角：黒木華（與『所羅門的偽證』『大幕升起』共同受賞）
- 第39屆日本電影金像獎最佳男主角：二宮和也
- 第39屆日本電影金像獎最佳女配角：黑木華
- 第70屆毎日電影獎最佳男配角：加藤健一
- 第70屆毎日電影獎最佳配樂：坂本龍一

## 外部連結
- 官方网站
- 《我的長崎母親》中文劇情概要
- 《我的長崎母親》中文預告片 （页面存档备份，存于）